# Vanda lamellata
Die Orchidee Vanda lamellata ist eine epiphytisch wachsende Pflanze aus Südostasien. Sie wird gelegentlich als Zierpflanze verwendet.

## Beschreibung
Vanda lamellata wächst als monopodialer Epiphyt. Der Spross erreicht eine Länge von 7 bis 30 cm bei 0,5 bis 1,3 cm Durchmesser. Die zweizeilig angeordneten, dick ledrigen, schmal riemenförmigen Blätter sind 12 bis 27 cm (bis 42 cm) lang und 1 bis 2 cm breit. Die Spitze ist asymmetrisch zweilappig.
Im April, nach anderen Angaben von November bis Dezember, erscheinen ein oder zwei Blütenstände jeweils aus einer Blattachsel. Die Blütenstandsachse ist 20 bis 30 cm lang, 5 bis 15 (bis 20) duftende Blüten stehen im vorderen Drittel. Die oval-dreieckigen Tragblätter sind 0,1 bis 0,2 cm groß und enden spitz. Blütenstiel und Fruchtknoten sind weiß, gelegentlich leicht rosa und messen 2 bis 5 cm. Die Blüten sind fleischig, gelblich mit rötlich-brauner Zeichnung, sie öffnen sich weit, ihr Durchmesser beträgt 2,5 bis 3 cm (bis 5 cm). Das nach oben weisende Sepal ist umgekehrt eiförmig bis spatelförmig, 1,6 bis 2 cm lang und 0,7 bis 1 cm breit, an der Basis abrupt verschmälert (genagelt), am Ende spitz, stumpf oder leicht eingezogen. Die seitlichen Petalen sind ähnlich geformt, mit 2 × 1,3 cm größer, sie enden abgerundet, der Rand ist leicht gewellt. Die Petalen sind spatelförmig und etwas kleiner als die äußeren Blütenblätter. Die Lippe ist weiß oder hellgelb mit roten oder rosafarbenen Streifen bei der Varietät lamellata, einheitlich dunkel rosa bei der var. boxallii. Sie besitzt an der Basis einen konisch zulaufenden, leicht spitz endenden Sporn. Die kleinen Seitenlappen der dreilappigen Lippe stehen aufrecht und sind innen weiß mit rötlichen Punkten. Das Ende des Mittellappens ist abgerundet, abgeschnitten oder leicht eingezogen. Auf der Lippe befinden sich längs verlaufende Kiele. Die hell violette Säule ist 0,3 bis 0,4 cm (bis 0,6 cm) lang, mit gelbem Staubblatt.
Die Chromosomenzahl beträgt 2n=38.

## Verbreitung
Vanda lamellata ist in Südostasien beheimatet, ihr Verbreitungsgebiet liegt in Taiwan, auf den Philippinen, den Ryukyu-Inseln, im Norden Borneos und auf den Marianen. Auf den Philippinen ist sie eine häufige und weit verbreitete Orchidee. Sie kommt von Meereshöhe bis in Höhenlagen von 400 Meter vor. Vanda lamellata wächst als Epiphyt an sonnigen Stellen, auch an Felsen.

## Systematik und botanische Geschichte
Vanda lamellata wurde 1838 von Hugh Cumin in der Nähe von Manila gesammelt, er schickte lebende Pflanzen an die Gärtnerei Loddiges in England. Die  Erstbeschreibung wurde ebenfalls 1838 von John Lindley veröffentlicht. Die Varietät boxallii wurde erst 1879, auch in der Umgebung Manilas, gefunden. Weitere beschriebene und akzeptierte Varietäten sind Vanda lamellata var. calayana, Vanda lamellata var. taiwuensis und Vanda lamellata var. remediosae

## Belege
1. 1 2 3 4 5  
H. Bechtel, Ph. Cribb, E. Launert: Orchideenatlas. 3. Auflage. Ulmer, Stuttgart 1993, ISBN 3-8001-6199-0, S. 449.
2. 1 2 3 4  
Alexandra Bell, Xinqi Chen: Vanda. In: Wu Zhengyi, Peter H. Raven (Hrsg.): Flora of China. Band 25. Missouri Botanical Garden Press, St. Louis 2009, S. 473 (efloras.org).
3. 1 2 3 4  
F. G. Brieger, R. Maatsch, K. Senghas (Hrsg.): Rudolf Schlechter: Die Orchideen. 3. Auflage. Band I/B. Paul Parey, 1992, ISBN 3-489-78622-X, S. 1211.
4. ↑  
Vanda lamellata. In: POWO = Plants of the World Online von Board of Trustees of the Royal Botanic Gardens, Kew: Kew Science